# Lijst van burgemeesters van Gassel
Dit is een lijst van burgemeesters van de voormalige Nederlandse gemeente Gassel tot die gemeente in 1942 opging in de gemeente Beers.
| Ambtsperiode | Naam burgemeester                         | Partij of stroming | Bijzonderheden                                                                                            |
| ------------ | ----------------------------------------- | ------------------ | --- |
| 1811 - 1812  | Jan Bruijsten                             |                    | |
| 1812 - 1838  | A. Poos                                   |                    | |
| 1838 - 1844  | Mr. Willem Abraham Hendrik van Tuerenhout |                    | |
| 1844 - 1850  | W. Janssen                                |                    | |
| 1850 - 1866  | Martinus (M.) Poos                        |                    | tevens burgemeester van Escharen (1851-1866)                                                              |
| 1866 - 1892  | A.J. Poos                                 |                    | |
| 1892 - 1922  | A.M. Huberts                              |                    | |
| 1922 - 1941  | M. Peeters                                |                    | |
| 1941         | Louis (L.J.H.Ch.A.) de Bourbon            |                    | tevens burgemeester van Escharen, later burgemeester van Oss                                              |
| 1941         | H.C.A. Muijser                            |                    | waarnemend, tevens waarnemend burgemeester van Escharen, later burgemeester van Nieuw-Ginneken            |
| 1942         | Frans (F.H.M.) Schram                     |                    | waarnemend, tevens waarnemend burgemeester van Linden, Escharen en Oeffelt, later burgemeester van Reusel |